# 鄧
鄧（とう/でん）は、漢姓の一つ。

## 中国語
鄧（拼音: Dèng〈デン〉、粤拼: Dang6）は、中華圏の姓の一つ。『百家姓』の180番目。
2020年の中華人民共和国の第7回全国人口調査（国勢調査）に基づく姓氏統計によると中国で27番目に多い姓であり、882.50万人がいる。一方、台湾の2018年の統計では第54位で、64,057人がいる。

### 由来
通常、鄧姓は鄧国の名に由来すると考えられている。鄧国は現在の河南省鄧州市にあったが、紀元前678年に楚に滅ぼされた。

### 著名な人物
- 鄧禹 - 新から後漢初期の後漢の武将。
- 鄧賢 - 後漢末期から三国時代の魏の武将。
- 鄧忠 - 後漢末期から三国時代の魏の武将。
- 鄧芝 - 後漢末期から三国時代の蜀漢の武将・政治家。
- 鄧艾 - 三国の魏の武将。蜀漢を滅ぼす。
- 鄧羌 - 前秦の武将。
- 鄧子龍 - 明の武将。
- 鄧石如 - 清の書家。
- 鄧廷楨 - 清の役人。
- 鄧演達 - 中華民国の軍人。
- 鄧雨賢 - 日本統治下の台湾の作曲家。
- 鄧力群 - 中華人民共和国の政治家。
- 鄧穎超 - 中華人民共和国の政治家。周恩来の妻。
- 鄧小平 - 中華人民共和国の政治家。
- 鄧樸方 - 中華人民共和国の政治家。鄧小平の子。
- 鄧福如 - 台湾出身の歌手。
- テレサ・テン（鄧麗君）- 台湾出身の歌手。
- パトリック・タン（鄧健泓）- 香港出身の歌手、俳優。
- ステフィー・タン（鄧麗欣）- 香港の歌手、女優。
- 鄧紫棋（G.E.M.） - 香港の歌手。
- 鄧超 - 中華人民共和国の俳優。
- 鄧亜萍 - 中華人民共和国の女子卓球選手。
- 鄧琳琳 - 中華人民共和国の女子体操競技選手。
- 鄧卓翔 - 中華人民共和国のサッカー選手。

### 架空の人物
- 鄧元覚 - 『水滸伝』の登場人物。
- 鄧龍 - 『水滸伝』の登場人物。
- 鄧飛 - 『水滸伝』の登場人物。
- 鄧茂 - 『三国志演義』の登場人物。
- 鄧宗弼 - 『蕩寇志』の登場人物。

## ベトナム
鄧（ダン）は、ベトナムで8番目に多い姓であり、人口の2.1%を占める。

### 著名な人物
- ダン・チャン・コン（英語版）（鄧陳琨） - 文人。『征婦吟曲（中国語版）』の作者。
- チュオン・チン - 政治家。本名はダン・スアン・ク（鄧春区）。
- ダン・タイ・ソン（鄧泰山） - ピアニスト。
- ダン・ティー・ゴク・ハン（英語版）（鄧氏玉欣） - 2010年のミス・ベトナム。
- ダン・トゥー・タオ（英語版）（鄧秋草） - 2012年のミス・ベトナム。
- ダン・ルオン・モー - 電子工学者。